# Durag Activity
Durag Activity è un singolo dei rapper statunitensi Baby Keem e Travis Scott, pubblicato il 30 aprile 2021 come terzo estratto dall'album in studio di debutto di Baby Keem The Melodic Blue.

## Antefatti
Il brano è stato annunciato da Baby Keem il 21 aprile 2021, nove giorni prima di essere pubblicato.
A maggio 2021, la cantante statunitense Madonna ha pubblicato una sua foto su Twitter con indosso una bandana, scrivendo la frase «durag activity» nella didascalia. Baby Keem ha risposto al tweet dicendo «...Posso inviarti un durag?» e poi, «ho umiliato Madonna?».

## Descrizione
Il singolo, che è stato scritto dagli interpreti e prodotto da SuperDuperBrick, è stato descritto da Wongo Okon di Uproxx come un brano mumble rap.

## Video musicale
Un video musicale di accompagnamento è stato pubblicato in concomitanza con l'uscita del brano.

## Tracce
Testi di Hykeem Carter Jr. e Jacques Webster II, musiche di SuperDuperBrick.
1. Durag Activity (con Travis Scott) – 4:12

## Classifiche
| Classifica (2021) | Posizione massima |
| ----------------- | ----------------- |
| Canada            | 53                |
| Lituania          | 67                |
| Regno Unito       | 96                |
| Stati Uniti       | 85                |